# Jordon Crawford
Jordon Benjamin Crawford (Cincinnati, Ohio, 17 de julio de 1990) es un baloncestista estadounidense que juega en el Esenler Erokspor de la BSL turca. Con 1,68 metros de estatura, juega en la posición de base.

## Trayectoria deportiva

### Universidad
Jugó cuatro temporadas con los Falcons de la Universidad de Bowling Green, en las que promedió 9,5 puntos, 1,9 rebotes y 3,7 asistencias por partido. Acabó su carrera con 473 asistencias, la cuarta mejor marca de su universidad.

### Profesional
Tras no ser elegido en el Draft de la NBA de 2013, no fue hasta septiembre de 2014 cuando firmó contrato con los Halifax Rainmen de la NBL Canadá, pero fue cortado antes del comienzo de la competición. Su primera experiencia profesional se produjo en diciembre de 2014, cuando fichó por el Mapfree Life de la North League, la tercera división del baloncesto chipriota. Jugó una temporada en la que promedió 26,8 puntos, 6,3 asistencias, 4,2 rebotes y 2,5 robos por partido, llevando a su equipo a la consecución de la liga, siendo elegido MVP de los playoffs, además de acabar como máximo anotador de la competición.
En 30 de octubre de 2015 fue elegido en la quinta ronda del Draft de la NBA Development League por los Westchester Knicks, equipo con el que firmó contrato. En su primera temporada en el equipo promedió 8,5 puntos y 2,4 asistencias por partido.
En 2018 comenzó su carrera europea en Skopje (Macedonia), antes de lograr una temporada completa en Alemania en Ludwigsburg (10,9 puntos y 5,9 asistencias en la Basketball Bundesliga, 10,3 puntos y 6 asistencias en la Basketball Champions League).
La temporada 2019-20 en las filas de Afyon en Turquía, anotaría 16.4 puntos, 2.6 rebotes y 5.7 asistencias en 23 partidos.
En noviembre de 2020, firma por el Élan Chalon de la Ligue Nationale de Basket-ball.
El 19 de julio de 2021, firma por el Büyükçekmece Basketbol de la Türkiye Basketbol 1. Ligi. Tuvo un breve paso por Piratas de Quebradillas durante la temporada 2023 del BSN.
El 23 de junio de 2023 firmó con Tasmania JackJumpers en Australia para la temporada 2023-24 de la NBL.
El 21 de febrero de 2025 fichó por el Esenler Erokspor de la TBL turca, con quienes consiguió el ascenso a la BSL.